# Бетлановце
Бетлановце (слч. Betlanovce) насељено је мјесто са административним статусом сеоске општине (слч. obec) у округу Спишка Нова Вес, у Кошичком крају, Словачка Република.

## Становништво
| Година:    | 1994. | 2004.    | 2014.   | 2024.    |
| ---------- | ----- | -------- | ------- | -------- |
| Број људи: | 503   | 636      | 694     | 776      |
| Разлика:   |       | +26,44 % | +9,11 % | +11,81 % |

| Година:    | 2023. | 2024. |
| ---------- | ----- | ----- |
| Број људи: | 776   | 776   |
| Разлика:   |       | +0 %  |

Према подацима о броју становника из 2011. године насеље је имало 686 становника.